# Білл Монро
Білл Монро (англ. William Smith Monroe) (13 вересня 1911, Розін, Кентуккі — 9 вересня 1996, Спрингфілд, Теннессі) — довголітній співак, музикант, композитор, художній керівник вокально-музичного ансамблю «Блю-Ґрес-Бойс»: дав почин музиці стилю «блю-ґрес», названої після групи, яку він очолював.
Як мандолініст-віртуоз, із Ерл Скраґґс, який майстерно грав на банджо, та з іншими учасниками групи: вокалістом/гітаристом Лестером Флетом, скрипалем Чаббі Уайзом та контрабасистом Гауардом Ваттсом — здійснили перші звукозаписи, які містили всі елементи майбутньої музики «блю-ґрес».
У 1954 році Елвіс Преслі зробив свій варіант звукозапису хіта «Синій місяць Кентуккі» англ. Blue Moon of Kentucky та отримав схвалення та заохочення від Біла Монро, який і радив надалі розвивати свій унікальний стиль — і посприяв навіть Елвісу в переоркеструванні тієї ж пісні на Елвісовий лад із трьома акомпанементуючими скрипками.